# Генеалогические занятия Екатерины II
Генеалогические занятия императрицы Екатерины II Великой — архивный фонд из шести писем и присланных ответов, по генеалогии княжеских родов, интересующих императрицу Екатерину II Алексеевну.
В начале 1780-х Екатерина II приступила к системному изучению рукописных источников — древнерусских летописей, древних актов, хранящихся в государственных и церковных архивах. Главный её исторический труд — «Записки касательно Российской истории» (1783) — в значительной мере являются изложением документальных свидетельств, сведённых воедино, включает также генеалогию русских князей. В архивах сохранились сотни рукописных листов — автографов Екатерины II на русском языке. По её указу подобраны документы и на их основе издан историко-генеалогический труд Г. Ф. Миллера «Известия о дворянах российских» (1776). Её интерес распространился и на генеалогию отдельных княжеских родов и известное из переписки статс-секретаря императрицы Василия Степановича Попова и дипломата, действительного статского советника Якова Ивановича Булгакова, вошедшее в историю под названием «Генеалогические занятия императрицы Екатерины II Великой» (1793).
Всего известно шесть писем В. С. Попова (01 август-19 ноября 1793), о поиске в Польском гербовнике, переводе на русский язык и присылке ответов по интересующих государыню истории княжеских родов. Первое письмо было написано в Царском Селе, к последнему письму был приложен лист почтовой бумаги, на котором рукою императрицы дополнено двумя княжескими родами (князья Корчинские и князья Минские). Выполнял поиск документов и перевод с польского языка, Я. И. Булгаков. Данные письма находились в архиве графа Павла Сергеевича Киселёва, большого любителя истории и собирателя редкостей.
Данные сведения с древнего Польского гербовника интересны с генеалогической точки зрения происхождения, родства семей указанных родов, отсутствующие в современной историографии. Подтверждаются сведения о переходе князей Друцких на русскую службу после мятежа Глинских (1508). Даётся обзор положения родов в государевом дворе Литвы и России, их отношение к религии, время перехода в русское подданство.

## Критика
В письмах В. С. Попова указан источник — высланный в адрес Я. И. Польский гербовник. Источниковедение указывает на наличие в то время нескольких польских гербовников (Папроцкий, Окольский и др.), но на какой именно неизвестно. Неизвестно пользовался Я. И. Булгаков одним источником или были другие архивные документы. Исследую присланные ответы, можно предположить, что были привлечены некоторые историки и генеалоги того времени, так как предоставленная информация не вписывается в сведения отражаемых в гербовниках (подданство, сомнения в происхождении родов, положения родов в обществе и.т.д).

## Сведения о княжеских родах
| Интересующие рода                              | Присланные ответы |
| ---------------------------------------------- | --- |
| Письмо № I                                     | |
| Князья Чарторижские (Чарторыйские)             | Знаменитый княжеский род в Литово-Русском государстве, затем в Речи Посполитой, получивший фамилию от названия родового владения Чарторыйск (над рекою Стырь). Происхождение рода в точности неизвестно. В грамоте, которую пожаловал будто бы Чарторижским король Владислав III, они называются братьями или родственниками (consanguinei) короля. Основываясь на этой грамоте, польские геральдики (Папроцкий, Окольский, Коялович, Несецкий и др.) выводили род Чарторижских от Любарта, Корыгелла или Константина, сыновей великого князя литовского Ольгерда. В настоящее время достоверность упомянутой грамоты подвергнута сильному сомнению, исследователи склоняются к мнению, что Чарторижские — Рюриковичи, русского происхождения, но в этом случае, установить потомки каких именно русских удельных князей стали Чарторижскими невозможно. |
| Письмо № II                                    | |
| Князья Осовицкие (Оссовецкие, Совецкие)        | Княжеский род, Рюриковичи, ветвь Брянских князей, потомки Черниговского княжеского дома. История рода известна плохо. Осовицкие с давних времен состояли в подданстве ВКЛ. |
| Князья Спаские (Спажские)                      | Княжеский род, ветвь Черниговского дома. История рода практически неизвестно. |
| Князья Конинские                               | Княжеский род, ветвь Черниговского дома. История рода практически неизвестна. |
| Письмо № III                                   | |
| Князья Четвертинские (Святополк-Четвертинские) | Княжеский род, Рюриковичи, происходящий, по всей вероятности, от князей Туровских и Пинских. По другим генеалогиям — от Муромо-Рязанских. Впервые упоминается в документах (1388). По некоторым версиям и родословным легендам, есть еще одна версия происхождения князей Святополк-Четвертинских — от Святополка I Окаянного, бежавшего в Польшу (1015), но эта версия всеми признается сомнительной. |
| Письмо № IV                                    | |
| Князья Сангушко                                | Польско-литовский княжеский род, Гедеминовичи. Потомки Любарта Гедиминовича или Фёдора Ольгердовича. Представители рода занимали высокое положение в Польше и Литве. Род перешел в российское подданство после присоединения Польши к России. |
| Письмо № V                                     | |
| Князья Огинские                                | Литовско-русский дворянский и княжеский род, производимый обыкновенно от Юрия Фёдоровича, князя Козельского, а другими учеными (Юзеф Вольф) — от князя Димитрия Ивановича Глушонка, получившего от великого князя литовского Александра имение Огинты (1486). В третьем поколении род Огинских разделился на две линии: младшую (дворянскую) и старшую (княжескую). Младшая линия скоро перешла в разряд захудалых шляхетских родов (потомство ее существует и ныне). В XVII и XVIII веках князья Огинские (члены старшей линии) занимали довольно высокие должности в польском государстве. |
| Письмо № VI                                    | |
| Князья Друцкие                                 | Разветвленный и многочисленный княжеский род, Рюриковичи. Происхождение рода до последнего времени остается неясным. По большинству родословных, князья Друцкие происходят от князей Галицких или Полоцких. Род рано разбился на множество ветвей: Друцкие-Горские, Друцкие-Соколинские, Друцкие-Виденицкие, Друцкие-Бабичевы, Друцкие-Подбережские, Друцкие-Конопля, Друцкие-Озерецкие, Друцкие-Прихабские, Друцкие-Любецкие, Путятины, Дудаковские, Бурневские, Шишевские, Толочинские, а так же вероятно происхождение от Друцких князей Одинцевичей, Гольцовских, Багриновских и Микитиничей-Головчинских. Собственно князья Друцкие, вступили в родственные отношения с великими князьями литовскими дома Гедимина, занимали почётные места в Литве, но после принятия католицизма были притесняемы за свою преданность православию, и в начале XVI века примкнули к князьям Глинским и вместе же с ними перешли на русскую службу (1508), где, впрочем, как в XVI веке, так и в последующее время, не занимали особенно видных должностей. |
| Князья Соколинские (Друцкие-Соколинские)       | Княжеский род, ветвь князей Друцких. Получили свое прозвание по владению имением Сокольней, остались в Польше, скоро приняли католицизм и ополячились. В XVII веке, после возвращения Смоленска к России по Андрусовскому миру (1667), некоторые представители этого рода, владевшие имениями в Смоленском воеводстве, остались в русском подданстве, приняли снова православие, служили в ополчении смоленской шляхты, принимали участие в походах московских воевод, но не выслуживались выше стольника. В XVIII и XIX веках Друцкие-Соколинские большею частью оставались в своих имениях в Смоленской губернии и служили лишь по выборам уездными и губернскими предводителями дворянства в Смоленской же губернии. |
| Князья Озерецкие (Друцкие-Озерецкие)           | Княжеский род, ветвь князей Друцких или Друцких-Бабичевых. Состояли в Польском подданстве и ничем значительным себя не проявили. |
| Князья Любецкие (Друцкие-Любецкие)             | Княжеский род, ветвь князей Друцких. Получили свое прозвище от владения местечком Любечем, также, как и князья Соколинские, остались в Литве, где до второй половины XVII века оставались верными православной вере и были даже поддержкой православия в западнорусских областях, но во второй половине XVII века Друцкие-Любецкие перешли в католицизм. В русское подданство князья Друцкие-Любецкие перешли во второй половине XVIII века, вместе с подчинением Польши русскому владычеству. |
| Князья Подбересцкие (Друцкие-Подберезкие)      | В Польско-Литовском государстве существовало два княжеских рода с приставкой Подберезские (Подбересцкие). Это роды Ямонтовичей-Подберезских и Друцких-Подберезских (в контексте данного письма речь о Друцких-Подберезских). |
| Князья Подбересцкие (Друцкие-Подберезкие)      | Княжеский род, ветвь князей Друцких. Как происхождение рода, так и его история известны плохо. |
| Князья Карчинские                              | Княжеский род с такой фамилией неизвестен. Вероятно имелись ввиду удельные князья Карачевские, потомки которых жили в Речи Посполитой. В России существовал род дворян Карчинских, известный с XVII веке, но княжеским титулом они никогда не обладали и на него не притязали. |
| Князья Минские                                 | Князья Полоцко-Минские, ветвь князей Полоцких. Глеб Всеславич получил в качестве удела Минское княжество, занимавшее территорию бассейна рек Свислочь, Друть и Березина (1101). Попытался увеличить свои владения за счет смоленских и новгородских земель, но был побеждён великим князем Мстиславом Владимировичем и умер в заключении в Киеве (1119). Его детям во 2-й четверти XII века удалось вернуть Минск. Ростислав и Володарь Глебовичи на некоторое время смогли овладеть Полоцком, но закрепиться в нем не смогли. Последние упоминания о представителях данной ветви встречаются в конце XII века. |